# Курьяново (станция метро)
«Курья́ново» — проектируемая станция Бирюлёвской линии Московского метрополитена. Будет расположена в ЮВАО, около Батюнинского проезда и 4-й Курьяновской улицы. Станция расположена между будущими станциями «Кленовый бульвар» и «Москворечье».
10 августа 2022 года мэр Москвы Сергей Собянин утвердил название станции «Курьяново»